# Concilio di Efeso
Il concilio di Efeso, terzo concilio ecumenico, fu convocato dall'imperatore Teodosio II e si tenne nel 431 a Efeso, in Asia Minore, sotto il regno dell'imperatore d'Oriente Teodosio II (408-450); vi parteciparono approssimativamente 200 vescovi e si occupò principalmente del nestorianesimo.

## Le cause del Concilio

### Diatriba tra Nestorio e Cirillo d'Alessandria
L'unità della Chiesa era minacciata da un aspro dibattito che riguardava la persona e la divinità di Gesù Cristo. Si confrontavano due scuole: quella antiochena, capeggiata dal patriarca Nestorio, e quella alessandrina, che vedeva alla testa il principale oppositore delle tesi di Nestorio, ovvero Cirillo di Alessandria. Se Nestorio sosteneva che Cristo avesse sì due nature, ma non fossero unite fra di loro nel vincolo ipostatico, Cirillo sottolineava invece con forza la natura divina di Cristo. Connessa alla disputa su Gesù Cristo, vi era quella legata all'appellativo Theotòkos relativo alla Madonna: i nestoriani affermavano infatti che Maria fosse solamente Christotòkos, "madre di Cristo", cioè madre di Gesù uomo e non madre di Dio (cioè colei che ha accolto in sé la persona divina di Gesù Cristo, uomo e Dio). La disputa teologica tra le due scuole divenne più violenta allorché Nestorio divenne Patriarca di Costantinopoli nel 428, ribadendo le sue posizioni teologiche. Ciò suscitò le ire di Cirillo, il quale si rivolse a papa Celestino I (422-432) e all'imperatore Teodosio II sulla questione, spingendo quest'ultimo a convocare un concilio perché mettesse pace nella cristianità intera.

## Il Concilio

### Partecipazione
Furono invitati tutti i metropoliti risiedenti all'interno dei confini dell'impero romano; fra gli altri, anche papa Celestino, che inviò come suoi legati due vescovi e il presbitero Filippo, e Agostino d'Ippona. Quest'ultimo però in realtà non partecipò perché morì prima dell'inizio del concilio. A causa delle difficoltà del viaggio, i legati romani arrivarono a dibattito già avviato. Ma anche il patriarca Giovanni di Antiochia ed i vescovi siriaci, cioè i maggiori sostenitori delle tesi di Nestorio, arrivarono in ritardo, nonostante fossero passate due settimane dall'inizio ufficiale del concilio (7 giugno). Disattendendo le proposte del comes Candidiano (rappresentante imperiale) e di 68 vescovi, il 21 giugno Cirillo decise di aprire ufficialmente il concilio, per far sì che il peso dei vescovi nestoriani non ancora giunti non fosse d'ostacolo per la vittoria delle sue posizioni dogmatiche. Estromesso Candidiano e protetto dai parabolani che si era portato con sé da Alessandria, Cirillo poté dare inizio alle sessioni conciliari.

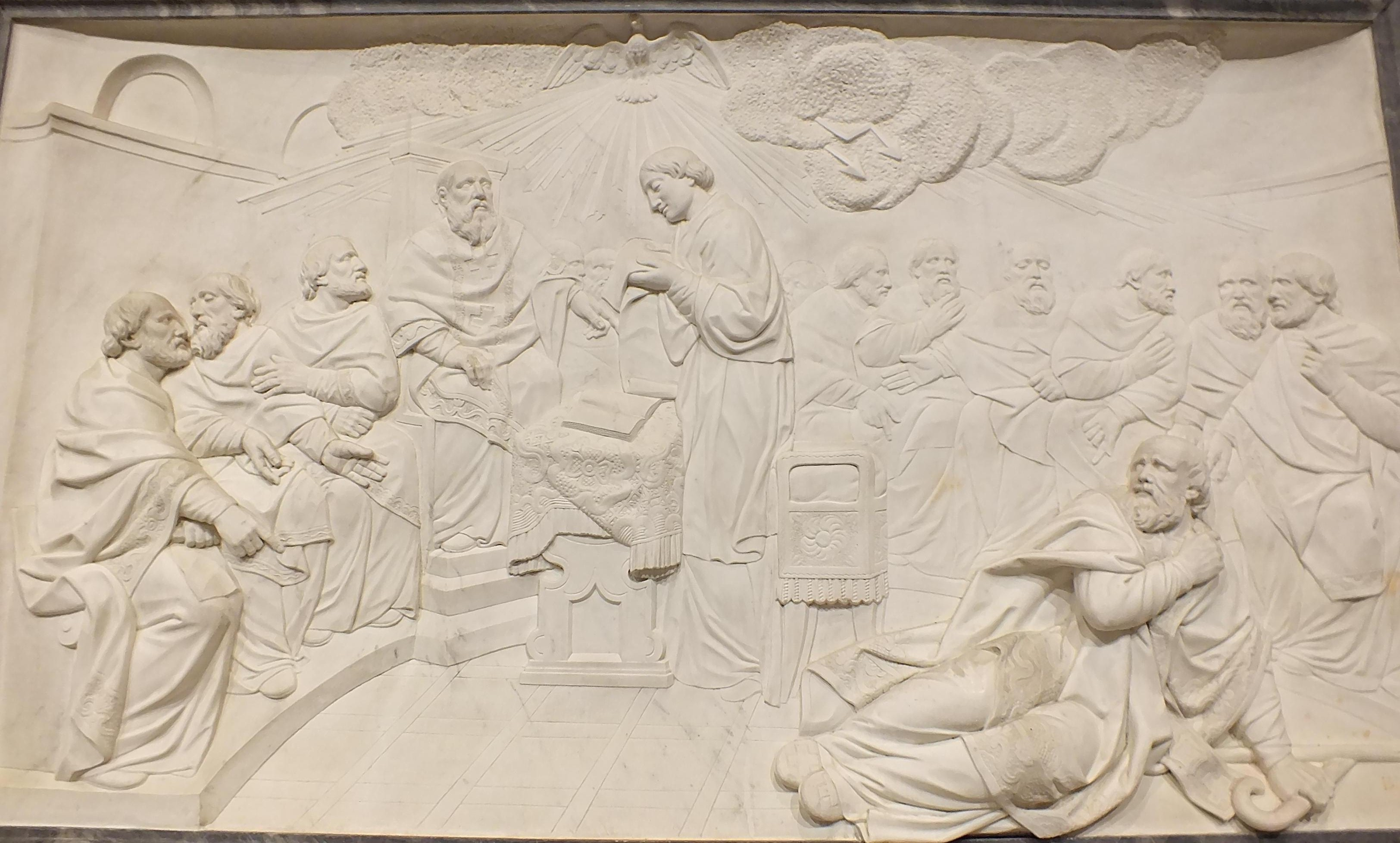
Charles-Antoine Bridan, Condanna di Nestorio al Concilio di Efeso nel 431, Bassorilievo, 1787, coro della cattedrale di Notre-Dame di Chartres.

### Svolgimento

#### La prima sessione: la condanna di Nestorio e la definizione dogmatica della Theotókos
Il 22 giugno 431 Cirillo, in qualità di presidente, chiese per tre volte al latitante Nestorio di comparire davanti al concilio per discolparsi. Visto che Nestorio si rifiutava di comparire, Cirillo chiese ai padri conciliari di confrontare le due dichiarazioni di fede proposte da lui medesimo (supportate da papa Celestino I) e da Nestorio, e decidere quale delle due fosse più vicina alla dichiarazione di Nicea. Inoltre, i padri presenti quel giorno fecero propria la tesi contenuta nella Seconda lettera di Cirillo a Nestorio, in cui il patriarca alessandrino affermava che Maria è “genitrice di Dio”, Theotókos, perché ha dato alla luce non un uomo, ma Dio come uomo. Accogliendo la dottrina di Cirillo, 197 padri conciliari condannarono gli insegnamenti del nestorianesimo e stabilirono che Gesù è una persona sola, non due persone distinte, completamente Dio e completamente uomo, con un corpo e un'anima razionale.

#### La reazione dei nestoriani e la conclusione del concilio
Quando Giovanni di Antiochia giunse il 26 giugno ad Efeso per controbattere alle posizioni di Cirillo, si rese conto che era troppo tardi. Prontamente, il patriarca antiocheno organizzò un contro-sinodo per rispondere alle definizioni dogmatiche dei filo-niceni, deponendo e scomunicando Cirillo e il principale vescovo a lui fedele, Memnone di Efeso. Benché gli ultimi canoni fossero stati già sottoscritti dai padri il 31 luglio al termine delle cinque sessioni, le continue tensioni politiche e gli stati di agitazione anche tra la popolazione di Efeso e di Costantinopoli non permisero una conclusione effettiva dei lavori sinodali, fatto che costrinse Teodosio II ad imporsi con autorità, proclamando il Concilio sciolto nell'ottobre del medesimo anno.

### Canoni e decreti conciliari
L'unione di due nature in Cristo si è compiuta in modo perfetto nel seno di Maria, con la precisazione che la divinità del Verbo non ha avuto inizio nel corpo di Maria, ma ha preso da lei quella natura umana completa che in lei ha unita a sé:
(Concilio di Efeso, Formula di Unione)
Tale formula ereditava dalla Scuola di Alessandria la nozione dell'unione ipostatica delle due nature e la concezione di Maria come Madre di Dio; dalla Scuola di Antiochia ereditava l'affermazione della duplice natura e della duplice consustanzialità di Cristo. 
Il concilio dichiarò inoltre come completo il testo del Credo Niceno del 325 e vietò qualsiasi ulteriore cambiamento (aggiunta o cancellazione) ad esso. Il concilio condannò inoltre il pelagianismo. Vennero approvati sei canoni, con due dichiarazioni finali:
- Il canone 1 decretava l'anatema sul pelagiano Celestio[15].
- I canoni da 2 a 5 decretavano l'anatema sul nestorianesimo, specialmente verso quegli ecclesiastici coinvolti con Nestorio[16].
- Il canone 6 decretava che chi non si atteneva ai canoni di Efeso era scomunicato[16].

Seguono, poi, la professione di fede stabilita a Nicea e il suo valore ecumenico; una condanna contro la setta dei Messaliani; ed infine si ribadisce la suddivisione ecclesiastica nei vari patriarcati e le rispettive province.

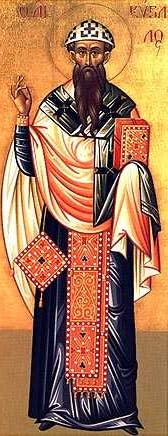
Icona che rappresenta Cirillo d'Alessandria.

## Padri del Concilio di Efeso
Richard Price (Heythrop College, Università di Londra) ha consultato i seguenti manoscritti:
1. Collectio Casinenis 82 (CC 82): elenco di firmatari (68 vescovi) che sottoscrissero una protesta in data 21 giugno: si opponevano all'apertura del concilio, fissata per il giorno dopo, da parte di Cirillo di Alessandria prima dell'arrivo di Giovanni di Antiochia con il suo seguito;
2. Collectio Vaticana 33: elenco dei presenti alla prima sessione del concilio il 22 giugno (erano presenti solo sostenitori di Cirillo). Contiene 154 nomi di vescovi;
3. Collectio Casinenis 83.6: elenco di 17 metropoliti (capeggiati da Nestorio) che sottoscrissero una protesta contro la sessione prevista per il 22 giugno. L'importanza di questo documento sta nel fatto che esso dimostra che le firme del CC 82 non indicano semplicemente il possesso della diocesi, ma l'effettivo sostegno a Nestorio;
4. Collectio Casinenis 88 (CC 88): elenco delle 53 firme in calce al decreto di deposizione contro Cirillo e Memnone emanato dai padri conciliari guidati da Giovanni di Antiochia, riunitisi il 26 giugno al loro arrivo ad Efeso.
5. Collectio Casinenis 96: elenco dei 53 firmatari di una lettera inviata al clero di Ierapoli. Con tutta probabilità si tratta dei vescovi che presenziarono alla seconda sessione del consiglio presieduta da Giovanni di Antiochia, tenutasi appena dopo la conclusione della prima, il 29 giugno. La lista è simile ma non identica a CC 88: ciascuna contiene sei nomi che non appaiono nell'altra.

Sulla base di questi elenchi è stato possibile ricostruire i nomi dei vescovi che parteciparono alle sessioni conciliari, divisi tra quelli pro Cirillo e quelli contro il patriarca di Alessandria. I vescovi sono raggruppati per province ecclesiastiche, a loro volta raggruppate per diocesi civili.
| Province                                            | Vescovi pro Cirillo | Vescovi contro Cirillo |
| --------------------------------------------------- | --- | --- |
| ACAIA E MACEDONIA                                   | | |
| Creta (pro Cirillo)                                 | Iconio di Gortina e Arcadia (metropolita) Anderio di Chersoneso Paolo di Lappa Zenobio di Cnosso | |
| Acaia (pro Cirillo)                                 | Perigene di Corinto (metropolita) Agatocle di Coronea Anisio di Tebe Callicrate di Naupactus Domno di Opo (Elide) Nicia di Megara | |
| Tessaglia (divisa)                                  | Basilio di Larissa (metropolita) Dione di Tebe Massimino di Demetriade Pausanio di Ipata Perrebio di Farsalo Secondiano di Lamia Teotisto di Cesarea Teodoro di Echino | Basilio di Larissa (metropolita) Dione di Tebe Massimino di Demetriade Pausanio di Ipata Perrebio di Farsalo Secondiano di Lamia Teotisto di Cesarea Teodoro di Echino    |
| Macedonia (pro Cirillo)                             | Flaviano di Filippi | |
| Epirus nova (pro Cirillo)                           | Eucario di Durazzo (metropolita) Felice di Apollonia | |
| Epirus vetus (pro Cirillo)                          | Donato di Nicopoli (metropolita) Teodoro di Dodona | |
| TRACIA E COSTANTINOPOLI                             | | |
| Costantinopoli (contro Cirillo)                     | | Nestorio |
| Europa (prevalentemente contro Cirillo)             | | Fritila di Eraclea Cirillo di Cela (penisola di Gallipoli) Euprepio di Bizia                                                                                              |
| Emimonto (contro Cirillo)                           | | Atanasio di Develtum |
| Mesia seconda (contro Cirillo)                      | | Doroteo di Marcianopoli (metropolita) Giacomo di Dorostoro Marciano di Abritto                                                                                            |
| Rodope (divisa)                                     | Pietro di Traianopoli (metropolita) Docimasio di Maronea Ennepio di Massimianopoli Luciano di Topeiros (attuale Toxotai) | Pietro di Traianopoli (metropolita) Docimasio di Maronea Ennepio di Massimianopoli Luciano di Topeiros (attuale Toxotai)                                                  |
| Scitia (contro Cirillo)                             | | Timoteo di Tomis (metropolita) |
| Dalmazia (pro Cirillo)                              | Senecio di Scodra (metropolita) | |
| Dacia mediterranea (contro Cirillo)                 | | Giuliano di Sardica (metropolita) |
| PONTICA                                             | | |
| Armenia seconda (pro Cirillo)                       | Acacio di Melitene (metropolita) Acacio di Arca Cesare di Arca (corepiscopo) Protimio di Comana | |
| Bitinia (contro Cirillo)                            | | Imerio di Nicomedia (metropolita) Eugenio di Apollonia Pietro di Prusa Teosebio di Cio                                                                                    |
| Elenoponto (pro Cirillo)                            | Palladio di Amasea (metropolita) Paralio di Andrapa | |
| Onoriade (pro Cirillo)                              | Epifanio di Cretea-Flaviopolis Eusebio di Eraclea | |
| Ponto Polemoniaco (pro Cirillo)                     | Gregorio di Cerasonte | |
| Paflagonia (contro Cirillo                          | | Bosporio di Gangra (metropolita) Diogene di Gionopoli |
| Galazia prima (pro Cirillo)                         | Teodoto di Ancyra (metropolita) Eusebio di Aspona Filomeno di Cinna | |
| Galazia salutare (contro Cirillo)                   | | Pio di Pessinonte (metropolita) Ablabio di Amorio |
| Cappadocia prima (pro Cirillo)                      | Fermo di Cesarea (metropolita) | |
| Cappadocia seconda (prevalentemente contro Cirillo) | | Euterio di Tyana (metropolita) Daniele di Colonia Daniele di Faustinopoli Eustazio di Parnasso Filtazio di Teodosiopoli                                                   |
| ASIANA                                              | | |
| Asia (pro Cirillo)                                  | Memnone di Efeso (metropolita) Alessandro di Arcadiopoli Afobio di Caloe Doroteo di Mirina Euporo di Ipepa Eusebio di Clazomene Eusebio di Magnesia al Sipilo Eutalio di Colophon Eutropio di Euaza Eutichio di Teodosiopoli Elladio di Adramittio Eracleone di Tralle Massimo di Asso Massimo di Cime Modesto di Anea Nestorio di Sion Filippo di Pergamo Rodo di Paleopoli Stefano di Teo Teodoro di Anineta Teodosio di Mastaura Teodoto di Nisa Teosebio di Priene Timoteo di Briula Tichico (Eutichio) di Eritre | |
| Isole dell'Egeo (divise)                            | Ellanodico di Rodi (metropolita) Anastasio di Tenedo Atanasio di Paro Giovanni di Lesbo | Ellanodico di Rodi (metropolita) Anastasio di Tenedo Atanasio di Paro Giovanni di Lesbo                                                                                   |
| Ellesponto (prevalentemente contro Cirillo)         | | Dalmazio di Cizico (metropolita) Aezio di Pionia Atanasio di Scepsi Esichio di Pario Giovanni di Proconneso Timoteo di Germa                                              |
| Lidia (contro Cirillo)                              | | Meonio di Sardi (metropolita) Commodo di Tripoli Euterio di Stratonicea Fosco di Tiatira Giovanni di Aureliopoli Limenio di Saitte Paolo di Daldis Teofanio di Filadelfia |
| Caria (prevalentemente pro Cirillo)                 | Ciro di Afrodisia (metropolita) Apelle di Cibira Aftoneto di Eraclea al Latmo Archelao di Mindo Fania di Arpasa Fileto di Amizone Policronio di Eraclea Salbace Promachio di Alinda Spudasio di Ceramo Temistio di Jaso | |
| Licia (pro Cirillo)                                 | Eudossio di Choma | |
| Panfilia Prima (contro Cirillo)                     | | Veraniano di Perge (metropolita) Edesio di Isinda Libanio di Paleopoli Teodoro di Attalea Timoteo di Termesso                                                             |
| Panfilia Seconda (prevalentemente pro Cirillo)      | Anfilochio di Side (metropolita) Acacio di Cotenna Eutropio di Etenna Matidiano di Coracesio Nettario di Semnea e Case Nesio di Colibrasso Nunechio di Selge Paolo di Orimna Solone di Carallia Tauriano di Lirbe Triboniano di Aspendo | |
| Pisidia (contro Cirillo)                            | | Tranquillino di Antiochia (metropolita) Severo di Sozopoli |
| Licaonia (pro Cirillo)                              | Valeriano di Iconio (metropolita) Martirio di Ilistra Tommaso di Derbe | |
| Frigia Pacatiana (divisa)                           | Asclepiade di Trapezopoli Costanzo di Dioclea Evagrio di Valenza Ermolao di Attuda Silvano di Ceretapa Venanzio di Ierapoli | Asclepiade di Trapezopoli Costanzo di Dioclea Evagrio di Valenza Ermolao di Attuda Silvano di Ceretapa Venanzio di Ierapoli                                               |
| Frigia Salutare (contro Cirillo)                    | | Severo di Sinnada (metropolita) |
| SIRIA E MESOPOTAMIA                                 | | |
| Isauria (contro Cirillo)                            | | Dessiano di Seleucia (metropolita) Aurelio di Irenopoli Geronzio di Claudiopoli                                                                                           |
| Cilicia Prima (contro Cirillo)                      | | Elladio di Tarso (metropolita) Cirillo di Adana Sallustio di Corico Tariano di Augusta Valentino di Mallo                                                                 |
| Cilicia Seconda (contro Cirillo)                    | | Massimiano di Anazarbo (metropolita) Esichio di Castabala |
| Cipro (prevalentemente pro Cirillo)                 | Regino di Costanza (metropolita) Evagrio di Soli Olimpio di Carpasia Sapricio di Pafo Zenone di Curio | |
| Siria Eufratense (contro Cirillo)                   | | Alessandro di Ierapoli (metropolita) Eliade di Zeugma Melezio di Neocesarea Teodoreto di Cirro                                                                            |
| Mesopotamia (contro Cirillo                         | | Asterio di Amida (metropolita) |
| Osroene (contro Cirillo)                            | | Rabbula di Edessa (metropolita) Ausonio di Emeria Ciro di Marcopoli |
| Siria Prima (contro Cirillo)                        | | Giovanni di Antiochia (patriarca) Apringio di Calcide Macario di Laodicea                                                                                                 |
| Siria Salutare (contro Cirillo)                     | | Alessandro di Apamea (metropolita) Diogene di Seleucobelo Giuliano di Larissa Policronio di Epifània                                                                      |
| Fenicia Prima (contro Cirillo)                      | | Ciro di Tiro (metropolita) Elladio di Tolemaide Marcellino di Arca Museo di Arado e Antarado                                                                              |
| Fenicia Libanese (contro Cirillo)                   | | Giovanni di Damasco (metropolita) Paolo di Emesa Placone di Laodicea |
| Palestina (pro Cirillo)                             | Giovenale di Gerusalemme Aiane (Giovanni) di Sicomazon Fido di Joppe Giovanni di Augustopoli Letoio di Lìviade Paolo di Antedone Pauliano di Maiuma di Gaza Pietro di Parembole Romano di Rafia Ruffino di Gaba Saida di Feno Teodoro di Arindela Teodoro di Gadara Teodolo di Elusa | |
| Arabia (contro Cirillo)                             | | Antiochio di Bosra (metropolita) Petronio di Neve Zosio di Esbo |
| EGITTO                                              | | |
| Egitto (pro Cirillo)                                | Cirillo di Alessandria (patriarca) Adelfio di Onufi Adelfio di Sais Alessandro di Cleopatride Ammone di Buto Eulogio di Terenuti Ciro di Achea (?) Isacco di Elearchia Isacco di Taua Macario di Metelis Atanasio di Paralo Macedonio di Xois Paolo di Fragonis Silvano di Copriti Teopempto di Cabasa | |
| Augustamnica (pro Cirillo)                          | Eusebio di Pelusio (metropolita) Abramo di Ostracine Ammonio di Panefisi Ermogene di Rinocolura Alipio di Sela Teone di Setroe Lampezio di Casio Ierace di Afneo Eraclio di Damiata Giovanni di Efesto Aristobulo di Tmui Metrodoro di Leontopoli Strategio di Atribi Marino di Eliopoli | |
| Arcadia (pro Cirillo)                               | Pietro di Ossirinco (metropolita) Eusebio di Nilopoli Crisaorio di Afroditopoli Eraclide di Eracleopoli Maggiore | |
| Tebaide (pro Cirillo)                               | Eraclide di Tolemaide (metropolita) Macario di Anteopoli Andrea di Ermopoli Maggiore Sabino di Panopoli Eraclide di Tini Pabisco di Apollonopoli Minore Febammone di Copto Theon di Pselchis | |
| Libia (pro Cirillo)                                 | Daniele di Darni (metropolita) Evopzio di Tolemaide Publio di Olbia Samuele di Disti Zenone di Teuchira Zenobio di Barca Sopater di Settimiace | |

## Conseguenze

### I destini dei protagonisti del Concilio
Nestorio, dopo la conclusione del concilio, fu rimosso dal seggio patriarcale costantinopolitano e inviato prima, come monaco, in Siria e poi in Egitto, ove morirà nel 450. Cirillo fu accolto ad Alessandria come un trionfatore, mentre Memnone continuò ugualmente a guidare la sua diocesi fino alla morte. La disputa dottrinale tra le parti fu invece superata solo nel 433 quando, grazie all'intervento del vescovo Acacio di Beroea e dell'eremita Simeone Stilita, Giovanni di Antiochia e Cirillo di Alessandria raggiunsero un accordo detto della Formula di unione. Giovanni accettò l'attribuzione alla Vergine del titolo di theotòkos, Cirillo rinunciò agli anatemi contro Nestorio. Naturalmente l'attribuzione cristologica a Maria è di rilevanza teologica superiore all'anatematismo comminato e poi ritirato.

### Conseguenze a lungo termine

#### Cirillo e il monofisismo
Cirillo, nel sottolineare la dimensione divina del Cristo a discapito di quella umana proposta da Nestorio, finì per gettare le basi del movimento monofisita, che tanto seguito troverà nelle regioni medio-orientali, nell'Egitto e presso l'archimandrita costantinopolitano Eutiche. Il monofisismo, sostenitore dell'unica natura divina del Cristo, susciterà quella pericolosa controversia teologica che porterà a Calcedonia.

#### Il nestorianesimo
Il nestorianesimo non fu colpito mortalmente. Benché fosse stato dichiarato illegale anche dalle leggi imperiali, i nestoriani riuscirono a riorganizzarsi all'interno dell'impero Sasanide, dove fu definita, nel sinodo di Seleucia del 486, la teologia nestoriana. Da quel momento, i nestoriani continuarono la loro attività missionaria, estendendosi per tutto l'impero Sasanide, fino a raggiungere la Cina.